# Rubus montis-wilhelmii
Rubus montis-wilhelmii är en rosväxtart som beskrevs av Van Royen. Rubus montis-wilhelmii ingår i släktet rubusar, och familjen rosväxter. Inga underarter finns listade i Catalogue of Life.